# Pavilhão João Rocha
Pavilhão João Rocha, športska je dvorana Sporting Clube de Portugal, jednog od najvećih portugalskih športskih klubova. Nalazi se u Lisabonu, ima kapacitet od 3000 gledatelja, a koriste ga Sportingovi odjeli za dvoranski nogomet, hokej, košarka, rukomet i odbojka. Otvoren je 21. lipnja 2017.

## Vanjske poveznice
- Službena web stranica Sporting CP. (Na engleskom)